# سوپرمن: فرزند سرخ
سوپرمن: پسر سرخ (انگلیسی: Superman: Red Son) یک پویانمایی ابرقهرمانی از دی‌سی کامیکس است که به داستانی متفاوت از شخصیت سوپرمن می‌پردازد. در این فیلم که براساس کتاب مصوری با همین نام است، سوپرمن به جای فرود آمدن در ایالات متحده آمریکا در اتحاد جماهیر شوروی فرود می‌آید. این فیلم در ۲۵ فوریه ۲۰۲۰ منتشر شد. جیسون آیزکس صدای سوپرمن، دایدریچ بیدر صدای لکس لوثر و ونسا مارشال صدای واندر وومن را برعهده دارند.
این فیلم در راتن تومیتوز، براساس ۱۴ نقد، امتیاز ۹۳ درصد را دریافت کرده‌است.